# 高谷 (市川市)
高谷（こうや）は、千葉県市川市の地名。現行行政地名は高谷一丁目から高谷三丁目と高谷（丁目なし）。郵便番号272-0013。

## 地理
市川市東南部に位置する。北で船橋市本中山、東で原木、南で高谷新町・田尻の飛地、西で江戸川を跨いで妙典、北西で田尻と隣接し、付近を船橋市との境界が走っている。
市境問題は長年解決されていない。
北側は比較的狭い道路が入り組んでいる住宅地で、所々に畑や市街化調整区域も存在する。区画整理が行われている所はあまりないが、新市街地整備計画で防災機能確保と江戸川を始めとする地域の特性を生かした緑の拠点となる公園の整備などが予定されている。
南側に千葉県立市川南高等学校や市川市立高谷中学校などがあり、首都高速道路湾岸線や国道357号（東京湾岸道路）、JR東日本京葉線が通る。
湾岸道路には地区を縦断する東京外環自動車道との分岐点高谷ジャンクションが設置され、その周囲は各企業の物流拠点や倉庫などが立地している。
京葉線はこの高谷で東京駅 - 蘇我駅を結ぶ本線と市川塩浜駅 - 西船橋駅を結ぶ支線が分岐しており、支線は「高谷支線」の名称が与えられている。
江戸川を渡る妙典橋が2019年3月26日に開通したため今後はさらに変化するとされているが、土地の有効利用など、早期改善が望まれている。
町内ではダイオキシンは基準値を達成しているが、産廃施設が多く、大気汚染が心配されていながら環境改善があまり進んでいない。
市川市立信篤小学校や市川市立第六中学校が満杯になったため、市川市では2004年にマンション規制を敷いた。学校に余裕がなく、隣の田尻地区に学校が無いために通学が不便なことなどが問題になっている。
信篤公民館は、同じ敷地内に図書館と体育館も併設されているが、老朽化のため改築が検討されている。

## 歴史

### 地名の由来
地名の由来は荒野開墾で免税、「荒野申付」（こうやもうしつける）から来ている。

## 世帯数と人口
2017年（平成29年）9月30日現在の世帯数と人口は以下の通りである。
| 町丁・丁目 | 世帯数    | 人口    |
| ---------- | --------- | ------- |
| 高谷       | 93世帯    | 109人   |
| 高谷一丁目 | 812世帯   | 1,413人 |
| 高谷二丁目 | 1,248世帯 | 2,381人 |
| 高谷三丁目 | 149世帯   | 311人   |
| 計         | 2,302世帯 | 4,214人 |

## 小・中学校の学区
市立小・中学校に通う場合、学区は以下の通りとなる。
| 町丁・丁目 | 番地           | 小学校             | 中学校             |
| ---------- | -------------- | ------------------ | ------------------ |
| 高谷       | 1287～2023番地 | 市川市立信篤小学校 | 市川市立高谷中学校 |
| 高谷一丁目 | 全域           | 市川市立信篤小学校 | 市川市立高谷中学校 |
| 高谷二丁目 | 全域           | 市川市立信篤小学校 | 市川市立高谷中学校 |
| 高谷三丁目 | 全域           | 市川市立信篤小学校 | 市川市立高谷中学校 |

## 施設
- 千葉県立市川南高等学校
- 市川市立高谷中学校
- 市川市消防局 東消防署 高谷出張所
- 安養寺
- 高谷ジャンクション